# Krzysztof Matyjaszewski
Krzysztof Matyjaszewski (nacido el 8 de abril de 1950, Konstantynow Lodzki, Polonia) es un químico polaco-estadounidense. Es Profesor JC Warner de la facultad de Ciencias Naturales en la Universidad de Carnegie Mellon. Matyjaszewski es conocido sobre todo por el descubrimiento de la polimerización por transferencia radical atómica (ATRP), un nuevo método de síntesis de polímeros, que ha revolucionado la forma de sintetizar macromoléculas. En 2011 fue co-ganador del prestigioso Premio Wolf en Química.

## Formación y carrera profesional
Krzysztof (Kris) Matyjaszewski es un químico de polímeros reconocido internacionalmente. Finalizó sus estudios de licenciatura y máster en la Universidad Técnica de Moscú en 1972. Alcanzó el grado de doctor en el Centro de Estudios Moleculares y Macromoleculares de la Academia Polaca de Ciencias en 1976 y obtuvo una beca postdoctoral en la Universidad de Florida en 1977. De 1978 a 1984, fue investigador asociado de la Academia Polaca de Ciencias. De 1984 a 1985, Matyjaszewski trabajó en la Universidad de París, primero como investigador asociado y luego como profesor visitante. En 1985, se unió a la universidad Carnegie Mellon, donde fundó y actualmente dirige el Centro de Ingeniería Macromolecular. Este Centro es financiado tanto por un consorcio privado como por agencias gubernamentales, incluido la National Science Foundation. En 1998, fue nombrado Profesor JC Warner de Ciencias Naturales, y en 2004 consiguió la más alta distinción que se puede alcanzar en la Carnegie Mellon
De 1994 a 1998, Matyjaszewski fue jefe del Departamento de Química en la Universidad Carnegie Mellon y reunió a un grupo de especialistas en la química de polímeros. Al mismo tiempo, formó un consorcio de investigación con diversas empresas industriales para ampliar la comprensión de la polimerización radical controlada, incluyendo la ATRP, y acelerar la transferencia de esta tecnología para diferentes aplicaciones comerciales. Un segundo consorcio, el Consorcio de la Polimerización Radical Controlada, formado bajo su dirección en 2001, continúa ampliando estos esfuerzos, formando a científicos de universidad e industriales en los procedimientos de desarrollo de material polimérico. Matyjaszewski es co-inventor de 38 tecnologías patentadas en los Estados Unidos, tiene 118 patentes internacionales y cuenta con decenas de patentes activas.
Bajo su dirección se han formado más de 200 estudiantes de pregrado, postgrado y postdoctorales desde que llegó a la Carnegie Mellon. Es autor de 14 libros, 73 capítulos de libros y más de 680 artículos científicos. Su trabajo ha sido citado en la literatura científica más de 40.000 veces, siendo uno de los químicos más citados en el mundo.

## Premios y distinciones
Matyjaszewski ha recibido numerosos premios por su trabajo, incluyendo el Premio Wolf en Química en 2011 y el Presidential Green Chemistry Challenge Award en 2009. Ha sido distinguido por la Sociedad Americana de Química (ACS) con su Premio de Ciencia Aplicada de Polímeros de 2011, el Premio Hermann F. Mark (2007), el premio de Investigación Cooperativa 2004 en Ciencia e Ingeniería de polímeros, el premio de química de polímeros 2002, y el premio Carl S. Marvel (1995) de Química de Polímeros. También recibió en 2005 la Medalla del Reino Unido por logros excepcionales en ciencia de los polímeros, el Premio Humboldt 1995 para científicos seniors de Estados Unidos y el premio presidencial 1989 para Jóvenes Investigadores de la Fundación Nacional de Ciencias. en 2006, fue elegido miembro de la Academia Nacional de Ingeniería de EE. UU.
El trabajo de Matyjaszewski ha sido reconocido en su país natal, Polonia. En 2004, recibió el Premio Anual de la Fundación de Ciencias de Polonia, el premio científico más prestigioso de dicho país. En 2005 se convirtió en miembro extranjero de la Academia Polaca de Ciencias, y en 2007, recibió un título honorario de Universidad Politécnica de Lodz. También ha recibido títulos honoríficos de la Universidad de Gante, Bélgica, la Academia Rusa de Ciencias, la Universidad de Atenas, Grecia, y el Instituto Politécnico de Toulouse, Francia.